# Comité olympique paraguayen
Le Comité olympique paraguayen (en espagnol : Comité Olímpico Paraguayo, COP) est l'organisation sportive du Paraguay qui sert de comité national olympique depuis 1970 et sa reconnaissance par le Comité international olympique. Le siège est situé au Parque Olímpico Paraguayo de Luque (Paraguay).